# Língua paumari
A língua paumari (também Paumarí, Purupuru, Kurukuru, Pamari, Purupurú, Pammari, Curucuru, Palmari) é uma língua que pertence à família Arawá, falado pelo povo Paumari, que chamam a sua língua de "Pamoari".
Cada vez mais, os falantes das línguas Arawá, particularmente Paumari (que tiveram mais contato com os não-nativos) estão falando português. O resultado, para muitos os falantes de Paumari, é um híbrido de português e Paumari, incorporando o vocabulário de ambas as línguas, enquanto mantém a sintaxe de nenhuma. Essa 'linguística crioula', tendência na língua Paumari, destaca exatamente por que as línguas tais como Paumari estão ameaçadas de extinção.